# Liste der Baudenkmäler in Plaus
Die Liste der Baudenkmäler in Plaus enthält das einzige als Baudenkmal ausgewiesenen Objekt auf dem Gebiet der Gemeinde Plaus in Südtirol.
Basis ist das im Internet einsehbare offizielle Verzeichnis der Baudenkmäler in Südtirol.

## Liste
| Foto |                 | Bezeichnung                                   | Standort                    | Eintragung                   | Beschreibung | Metadaten                                    |
| ---- | --------------- | --------------------------------------------- | --------------------------- | ---------------------------- | --- | -------------------------------------------- |
| ja   | Datei hochladen | Pfarrkirche St. Ulrich mit Friedhof ID: 16505 | 46° 39′ 20″ N, 11° 2′ 31″ O | 30. Dez. 1980 (BLR-LAB 8763) | Kirche. An der Kirchmauer Totentanz-Zyklus, versehen mit Reimen in Südtiroler Mundart (Luis Stefan Stecher, 2001). | KG: Plaus Bauparzelle: 5 Grundparzelle: 18/2 |

Falls bei einem Baudenkmal keine Koordinaten bekannt sind, werden ersatzweise die Katasterdaten zum Zeitpunkt der Unterschutzstellung angegeben. Diese sind weder offiziell noch zwingend aktuell.
Die vom Landesdenkmalamt übernommenen Adressen können veraltet sein.
| Foto:   | Fotografie des Denkmals. Klicken des Fotos erzeugt eine vergrößerte Ansicht. Daneben finden sich zwei Symbole: |
| ID      | Identifikator beim Südtiroler Landesdenkmalamt                                                                 |
| KG      | Katastralgemeinde                                                                                              |
| MD      | Ministerialdekret                                                                                              |
| BLR-LAB | Beschluss der Landesregierung – Landesausschussbeschluss                                                       |